# كفر شوبا
كَفْرُ شُوبَا بلدة لبنانية تقع في منطقة العرقوب من قضاء حاصبيا. هي ثاني أكبر قرية في العرقوب بعد شبعا والأكبر من حيث الخراج (الأراضي) في حاصبيا بعد ميمس، وتحتوي على أكبر عدد من الخريجين الشباب نسبة إلى تعداد سكانها. وهي ضمن «اتحاد قرى العرقوب».

## جغرافيتها
تبعد كفر شوبا 120 كم عن العاصمة بيروت وتقع على ارتفاع ما بين 1200 م و1500 م عن سطح البحر. تتميز بموقع جغرافي مهم عند سفوح جبل الشيخ الغربية ـ الجنوبية إذ تقع البلدة عند مثلث الحدود اللبنانية ـ السورية ـ الفلسطينية، ويمكن للزائر أن يشاهد منها شمال فلسطين ومعظم مناطق الجنوب اللبناني وصولا إلى البقاع الغربي، عدا مرتفعات جبل الشيخ. مساحة خراج القرية يبلغ حوالي 37 كم مربع بما فيها التلال المحتلة من قبل إسرائيل.
ومن أهم زراعتها: الزيتون، والتين والتفاح والكرز ومختلف أنواع الحبوب. وتشتهر بغابات السنديان في شمالها وجنوبها. وهي قديما كانت تشتهر بمعاصر العنب وقبل 1975 كانت تشتهر بمطحنة فريدة في منطقة العرقوب.

## التسمية
الكَفْر معناه القرية. وشوبا هو اله الهواء عند الكنعانيين وهناك اطلال لمعبده في جبل الشيخ.[بحاجة لمصدر]

## المعالم
- الشقيف وهو فالق صخري شاهق الارتفاع يعدّ الأكبر في لبنان.
- في جنوب البلدة على تلة تعرف باسم وذاذ بقايا آثار رومانية دمرها الجيش الإسرائيلي خلال اعتداءاته على المنطقة، إضافة إلى بقايا آثار أخرى في شمال البلدة ومرتفعاتها الشرقية ـ الشمالية.
- نهر سريد الذي ينبع في خراج مزرعة حلتا بسبب البرق وهو من الأنهار الموسمية ومن روافد نهر الحاصباني الرئيسة.
- «مباركة» و «العجمي» و«الشيخ سلام» وهم عبارة عن عدة أشجار سنديان معمرة.
- أشجار زيتون من العهد الروماني معمرة من آلاف السنين.
- ومن المتعارف عليه مقاومة أهلها للمحتلين الفرنسيين وثم الصهاينة.
- آثار كفرية «في منطقة حلتا، عذرائيل وبعثائيل».
- ويوجد مقام إبراهيم الخليل بأراضي كفر شوبا قرب مزارع شبعا.

## سكانها
يبلغ عدد سكانها حوالي 9000 نسمة، منهم يقيم ما بين 1250 و 3000 نسمة حاليا. أهلها من أعراق متعددة فيرجع عدد من عائلتها إلى اليمن وإلى قبائل مشهورة كـخولان وهمدان وذلك بعد ما تركت اليمن هربا من الجوع بعد انهيار سد مأرب المشهور. وعدد آخر استقر بالبلدة ما بين عام 1850 و 1917 ميلادية بعد ضعف الدولة العثمانية وتقلص نفوذها في هذه المناطق. 
يتألف مجلس بلديتها من 15 عضوا ولديها 4 مخاتير.

### أعلام
ينتمي إلى بلدة كفر شوبا مجموعة من الفنانين والأدباء والكتّاب، منهم: 
ياسمينة زيتون، تانيا صالح، خالد عيسى عبد الله، فرحان صالح، فرج الله صالح ديب، كامل صالح، نجيب صالح، عفيف دياب، صالح عثمان صالح، بلال خبيز… 

## تاريخها
ان لكفر شوبا دوراً تاريخيا أيام الرومان حيث استفادوا من مزارع القرية لزراعة الزيتون نظرا لاحتواء تربتها على مواد خصبة عالية جدا ومفيدة لزراعة الزيتون. وفي العصر الحديث كانت موقعا مهما للجيشين التركي فالفرنسي حيث عرف عن أبناء البلدة مواجهتهم للجيشين. وقد اعتقل وقتل العديد من أبناء البلدة في العهد العثماني، فيما سجن العشرات منها في سجون الجيش الفرنسي.
دخلتها قوات العدو الإسرائيلية في سنوات 1970 و1972 وغزتها عام 1975.... وفي كانون الثاني (يناير) 1976 جرت (معركة كفر شوبا) الشهيرة حيث دخلت القوات الإسرائيلية إلى أعالي كفر شوبا لكن قوات الفدائيين الفلسطينيين استطاعت طرد قوات الاحتلال بعد معركة طاحنة شارك فيها شاعر الثورة الفلسطينية (عزالدين المناصرة)... وثم في العام 1978 حيث احتلت حتى أيار (مايو) 2000 حين انسحاب الجيش الإسرائيلي من معظم جنوب لبنان، مع البقاء على احتلال منطقة تلال كفر شوبا ومزارع شبعا. في نيسان 2000 أعلنت الحكومة الإسرائيلية استعدادها لتنفيذ القرار الأممي رقم 425 وأبلغت الأمين العام للأمم المتحدة بذلك. لهذه الغاية أرسل الأمين العام بعثة خاصة لرسم الحدود اللبنانية الجنوبية، ويشار إلى هذا الخط في خارطة الأمم المتحدة باسمين: «الخط الأزرق» أو «خط الانسحاب». وانسحبت إسرائيل من كفر شوبا وفق هذا الخط ولكن هنالك مساحات زراعية شاسعة تتبع عقاريا للبلدة لم تزل تحت الاحتلال الإسرائيلي.
اشتهر شباب كفر شوبا خلال فترة الاحتلال الإسرائيلي بمقاومتهم لهذا الاحتلال حيث قدمت عدد من الشهداء في صفوف المقاومة الوطنية اللبنانية، إضافة إلى زج العشرات من شبابها في معتقلات وزنازين أنصار، الخيام، مرجعيون، حاصبيا، عتليت وعسقلان في فلسطين المحتلة.

## روابط ذات علاقة
- حلتا
- قرى العرقوب
- جبل الشيخ
- مزارع شبعا
- الشقيف
- الصراع العربي الإسرائيلي